# بابلو إسكوديرو موراليس
بابلو إسكوديرو موراليس (بالإسبانية: Pablo Escudero Morales)‏ هو سياسي مكسيكي، ولد في 6 يوليو 1973 في مدينة مكسيكو في المكسيك. حزبياً، نشط في Ecologist Green Party of Mexico ‏. وقد انتخب عضو مجلس الشيوخ من المكسيك وانتخب عضو مجلس النواب المكسيك.